# Kamenná chata
Kamenná chata se nachází východně od Velkého Polomu pod vrcholem Čerchlaný Beskyd v Moravskoslezských Beskydech. Leží na území obce Dolní Lomná v okrese Frýdek-Místek Moravskoslezského kraje Česka. V chatě je možnost ubytování, když poskytuje 18 lůžek pro 3 až 5 osob a restauraci pro 60 osob. U chaty stojí rozhledna Tetřev.

## Historie
Chata byla postavena jako hotel vedle tehdy existující chaty pod Velkým Polomem, která patřila KČST.

## Přístup
Chata je přístupná po celý rok:
- po silnici z Mostů u Jablunkova
- po  červené turistické značce z Mostů u Jablunkova nebo Bílého Kříže.
- po  modré a  červené turistické značce ze Šancí nebo Dolní Lomné.